# Pyramide d'Ahmôsis
La pyramide d'Ahmôsis est la dernière pyramide édifiée par un pharaon. Elle est construite non pas comme une tombe, mais comme un cénotaphe pour le pharaon Ahmôsis Ier dans la nécropole d'Abydos. C'est la seule pyramide royale construite dans cette ville. Aujourd'hui, seul nous reste un tas de décombres d'une hauteur d'environ 10 m.

## Le complexe pyramidal

Complexe pyramidal d'Ahmôsis

### La pyramide d'Ahmôsis
La pyramide a d'abord été examinée par Arthur Mace et Charles T. Currelly en 1899. En 1993, Stephen P. Harvey a mené une grande campagne de fouilles sur la zone entourant la pyramide.
La pyramide est construite à partir de sable et de gravats et seuls les habituels blocs de calcaire emboîtés gardaient le bâtiment en forme. Elle avait une base de 52 m de côté et environ 40 m de haut. L'inclinaison des pentes était de 60°.
Elle ne possède pas de chambre funéraire. Autour de la pyramide, un certain nombre de temples et aussi une petite pyramide cénotaphe pour sa grand-mère Tétishéri ont été construits.